# Drastic Measures
| 전문가 평가                   | 전문가 평가 |
| 평가 점수                     | 평가 점수   |
| 출처                          | 점수        |
| ----------------------------- | ----------- |
| AllMusic                      | [ 1 ]       |
| Melodic.net                   | [ 2 ]       |
| The Rolling Stone Album Guide | [ 3 ]       |

《Drastic Measures》는 1983년 7월에 발매된 미국의 록 밴드 캔자스의 아홉 번째 스튜디오 음반이다.
이 음반에서 녹음이 시작되기 전에 캔자스가 《Vinyl Confessions》에서 취한 방향 전환이 그 타격을 입었다. 캔자스의 기독교 팬들이 《Vinyl Confessions》의 가사를 종교적인 장소에서 사용하고 밴드의 라이브 공연 전에 그것들을 나누어주고 있다는 것을 들은 바이올리니스트 로비 스타인하트는 캔자스의 새로운 기독교 계열에 지쳤고 1982년 투어가 끝날 때 밴드를 그만뒀다.

## 배경
주류와 기독교인 관객들 사이에서 《Vinyl Confessions》의 성공에도 불구하고, 이 음반은 특히 《롤링 스톤》에 의해 캔자스의 이전 노력을 너무 반복한다는 비판을 받았다. 《Drastic Measures》는 그러한 인식을 바꾸려는 새로운 리드 싱어 존 엘레판테의 시도였으며, 캔자스의 공동 설립자 케리 리브그렌은 세 곡만 기여했다. 《Drastic Measures》의 사운드가 당시 러버보이와 포리너가 발표한 성공적인 음반과 더 비슷하기 때문에 리브그렌은 크게 불쾌해했다. 이는 그의 〈Mainstream〉 가사에 직설적으로 표현되어 있는데, 이는 전반적으로 음악계에 대한 슬램만큼이나 밴드의 새로운 방향에 대한 비판이다.
음반에 수록된 마지막 세 곡을 제외하고, 기독교적인 서정적인 내용은 대부분 간접적이고 비스듬한 것이었지만, 이것은 주로 리브그렌이 그의 미래 프로젝트를 위해 많은 곡들을 보류했기 때문이다. 커버 아트에 대한 이상한 선택과 함께, 새로운 캔자스는 Drastic Measures에 참여하여 오랜 팬들과 실망스러운 기독교 청취자들을 혼란스럽게 했다. 이 음반은 1974년 데뷔 이후 밴드의 최저 차트 기록이었고 밴드 내의 긴장은 결국 너무 심해졌다. 비록 필 에하트, 리치 윌리엄스, 엘레판테가 컴필레이션 음반 《The Best of Kansas》의 〈Perfect Lover〉 노래를 녹음하기 위해 머물렀지만, 캔자스는 1983년 투어의 마지막에 새해 전야 콘서트를 한 후 공식적으로 해체되었다.
리브그렌과 데이브 호프는 밴드를 떠나 AD를 설립했고, 엘레판테는 페트라와 같은 현대 기독교 음악 밴드의 성공적인 프로듀서이자 인기 있는 CCM 연주자가 되었다. 2021년 현재 그는 캔자스와 다시는 공연하지 않았다.

## 곡 목록
모든 곡들은 특별한 언급이 없는 한 존 엘레판테와 디노 엘레판테에 의해 작사/작곡하였다.
| #  | 제목                      | 작사·작곡     | 재생 시간 |
| -- | ------------------------- | ------------- | --------- |
| 1. | 〈Fight Fire with Fire〉  |               | 3:40      |
| 2. | 〈Everybody's My Friend〉 |               | 4:09      |
| 3. | 〈Mainstream〉            | 케리 리브그렌 | 6:36      |
| 4. | 〈Andi〉                  | J. 엘레판테   | 4:15      |

| #  | 제목                          | 작사·작곡 | 재생 시간 |
| -- | ----------------------------- | --------- | --------- |
| 1. | 〈Going Through the Motions〉 |           | 5:43      |
| 2. | 〈Get Rich〉                  |           | 3:43      |
| 3. | 〈Don't Take Your Love Away〉 |           | 3:44      |
| 4. | 〈End of the Age〉            | 리브그렌  | 4:33      |
| 5. | 〈Incident on a Bridge〉      | 리브그렌  | 5:37      |